# 扎博京
49°9′27″N 32°9′2″E / 49.15750°N 32.15056°E

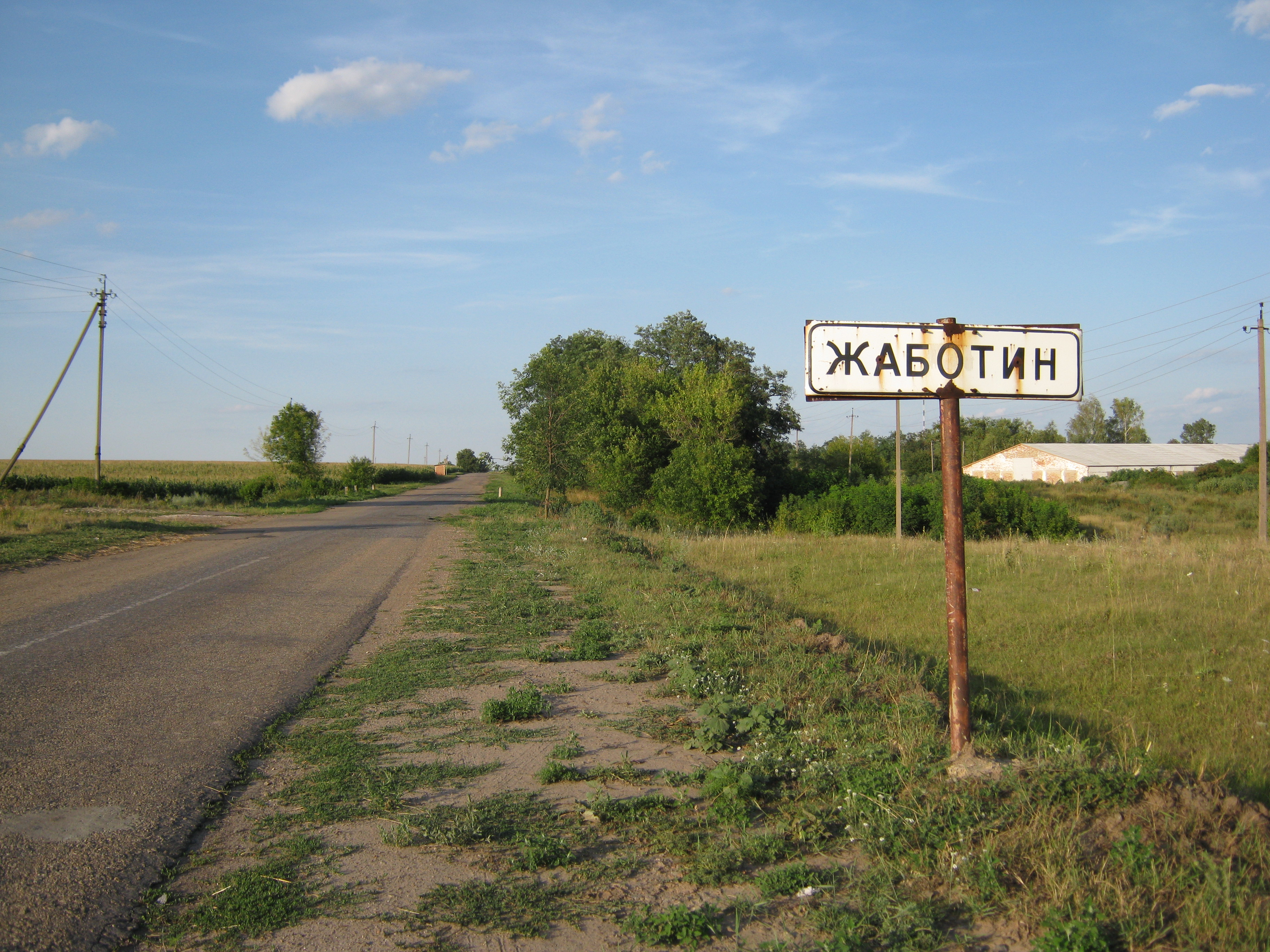

扎博廷（烏克蘭語：Жаботин）是位於烏克蘭中部的村莊，由切爾卡瑟州切爾卡瑟區的米哈伊利夫卡市鎮負責管轄。該村始建於十七世紀，面積64.7平方公里，海拔高度119米，2009年人口1,560，人口密度每平方公里24.1人。